# Боцковичи (Дятловский район)
Бо́цковичи (бел. Боцкавічы) — деревня в Даниловичском сельсовете Дятловского района Гродненской области Республики Беларусь. По переписи населения 2009 года в Боцковичах проживало 65 человек.

## История
В 1624 году упоминаются как Бочкевичи в составе Охоновского войтовства Дятловской (Здентельской) волости во владении Сапег.
В 1880 году Боцковичи — деревня в Дятловской волости Слонимского уезда Гродненской губернии (247 жителей).
Согласно переписи населения 1897 года Боцковичи — деревня тех же волости, уезда и губернии (74 дома, 473 жителя). В 1905 году — 492 жителя.
В 1921—1939 годах Боцковичи находились в составе межвоенной Польской Республики. В 1923 году в Боцковичах было 93 хозяйства, 509 жителей. В сентябре 1939 года Боцковичи вошли в состав БССР.
В 1996 году Боцковичи входили в состав Торкачёвского сельсовета и колхоза «Беларусь». В деревне насчитывалось 85 хозяйств, проживали 147 человек.
13 июля 2007 года вместе с другими населёнными пунктами упразднённого Торкачёвского сельсовета Боцковичи были переданы в Даниловичский сельсовет.